# Pulp (romanzo)
(Charles Bukowski, Pulp)
Pulp. Una storia del XX secolo è l'ultimo romanzo di Charles Bukowski, pubblicato postumo nel 1994.
Il romanzo mutua il titolo dal genere "pulp" proprio dei pulp magazine, narra le grottesche storie in qualche modo collegate, come quelle che vedono come protagonisti lo scrittore francese Louis-Ferdinand Céline e l'elusivo Red Sparrow.

## Trama
Nick Belane è un investigatore privato che porta piuttosto male i suoi 55 anni: non c'è da stupirsi considerando il tipo di vita che conduce: giocatore sfortunato, perennemente al verde, quasi alcolista, in sovrappeso e coinvolto suo malgrado in casi assurdi. Il breve romanzo si svolge a Los Angeles e propone un intreccio di indagini, affidate a Nick Belane, e allucinanti personaggi come la Signora Morte o l'aliena Jeannie; filo conduttore sembra essere Barton, personaggio che raccomanda Nick facendogli arrivare diversi clienti e gli commissiona la ricerca di un misterioso "Passero Rosso". Le indagini si snodano tra bar, locali, motel: soste obbligate per Belane che rimanda così quanto più possibile gli impegni per sprofondare in una falsa autocommiserazione; nonostante questo o forse proprio per questo Nick rimane il "detective più dritto di Los Angeles".

## Curiosità
- Il nome del protagonista Nick Belane è una chiara parodia di Rick Blane, personaggio interpretato da Humphrey Bogart in Casablanca. Il romanzo stesso è la parodia dei film noir interpretati dallo stesso Bogart, in particolare Il mistero del falco e Il grande sonno.

## Edizioni
- Charles Bukowski, Pulp - Una storia del XX secolo, traduzione di Luigi Schenoni, XV ed., collana Universale Economica Feltrinelli - 1364, Feltrinelli, 2007,  pp. 182, cap. 51, ISBN 978-88-07-81364-1.